# 디나 디트리히
디나 디트리히(Dena Dietrich, 1928년 12월 4일 ~ 2020년 11월 21일)는 미국의 연극 배우, 텔레비전 배우, 영화배우, 성우이다.
피츠버그에서 태어났다.

## 영화
- 스카이 이즈 폴링 (2000년)
- 킹 오브 더 힐 (1997년)
- 머피 브라운 (1988년)
- 세계사 (1981년)
- 목사님 만세 (1979년)
- 와일드 파티 (1975년)
- 크레이지 월드 오브 줄리어스 브루더 (1974년) - 어머니 역